# جمعية زامبيا الوطنية
جمعية زامبيا الوطنية (بالإنجليزية: National Assembly )‏  هي الهيئة التشريعية في زامبيا، وتتكون من 166  مقعداً، يقع المقر الرئيسي لها في لوساكا.